# São João do Triunfo
São João do Triunfo é um município brasileiro localizado no interior do Paraná. Situado no sudeste paranaense, com uma distância de 106 km sudoeste da capital Curitiba. Ocupa uma área de 720,407 km², da qual 0,3682 km² estão em perímetro urbano. Sua população era de 13 704 habitantes em 2010, segundo o censo demográfico realizado pelo IBGE.
O município tem uma temperatura média anual de 17,4 °C. Na sua vegetação predomina a Floresta Ombrófila Mista. Com 29,54% de seus habitantes vivendo na zona urbana, o município contava, em 2009, com onze estabelecimentos de saúde. O seu Índice de Desenvolvimento Humano (IDH) é de 0,679, considerando como médio em relação ao estado.
A primeira viagem à região onde se situa São João do Triunfo aconteceu em 1845, quando pioneiros com suas famílias buscavam terra para se instalar. Em 1864 começou a concessão de áreas para delimitação da Freguesia de Rio da Vargem. Município predominantemente agrícola, possui no tabaco, erva-mate, milho e feijão seus produtos mais expressivos, é cultivada ainda a soja, o trigo e a batata inglesa. Tem um distrito administrativo, Palmira. Fundado por meio da Lei Estadual n.º 13 de 8 de janeiro de 1890 e implantado em 15 de fevereiro do mesmo ano, foi emancipado de Palmeira.

## Etimologia
Honra ao santo padroeiro São João Batista e a João Nunes de Souza, criador da localidade. O adjetivo do Triunfo foi adicionado devido ao sucesso conseguido pelos corajosos exploradores da região do Rio da Vargem. A palavra João é originária do hebraico Yohanan, que significa “graça de Deus”. São João Batista comunicou a chegada do Messias.

## História

### Origens e povoamento

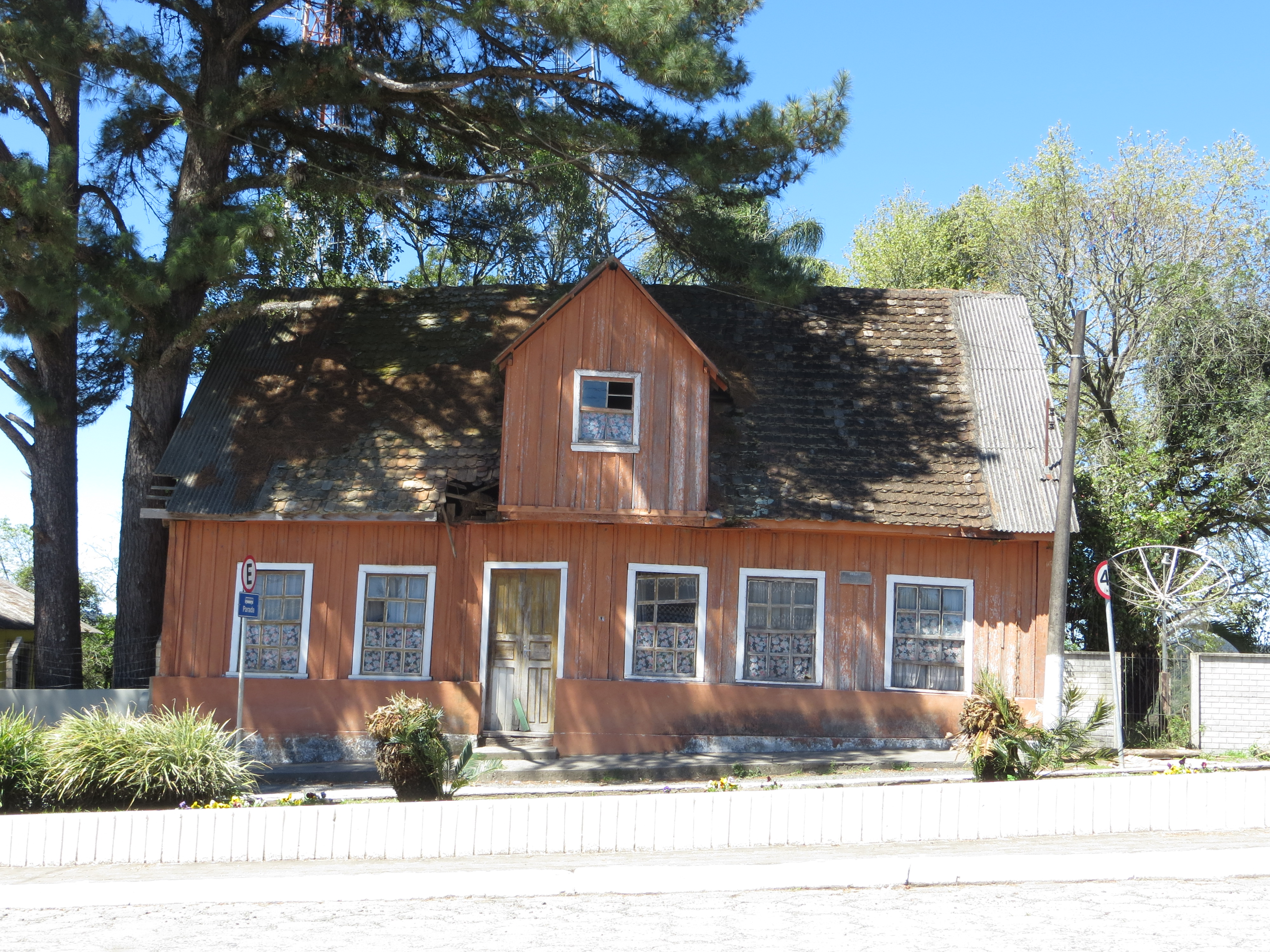
Casarão do final do século XIX.

A região de São João do Triunfo começou a ser povoada em 1864. Tudo começou no momento em que João Nunes de Souza, que morava em São José dos Pinhais, planeja caçar a caminho dos sertões. Fã de aventuradas caçadas, o sertanista João de Souza partiu de sua terra, correu o rio Iguaçu e escalou beirando o rio da Vargem, até certo ponto.
A caça era farta, a mata era exuberante, as águas eram muito ricas e o solo era fértil, o que encantou o desbravador João Nunes de Souza, que preferiu se estabelecer naquele lugar. Com ele partiu a família inteira, a qual encarou toda a forma de perigo pertinente a uma tentativa desse tipo, mas não morreram. Exploraram a região, iniciaram a agricultura, construíram picadas na mata e realizaram a maior divulgação possível dessa região.
Em 1867 Antonio Dotes chegou ao Rio da Vargem (antigo nome dado ao local por João Nunes). Este chegou com demais pessoas, as quais, juntas, construíram um pequeno povoado.
De grande religiosidade, a população local erigiu uma capela, onde ocorreu a entronização da imagem de São João Batista. Várias residências foram erguidas em torno da diminuta igreja, em terreno principalmente doado por quem fundou a comunidade. A demora não foi grande e o nome do povoado foi mudado de Rio da Vargem para São João do Triunfo.

### Formação administrativa

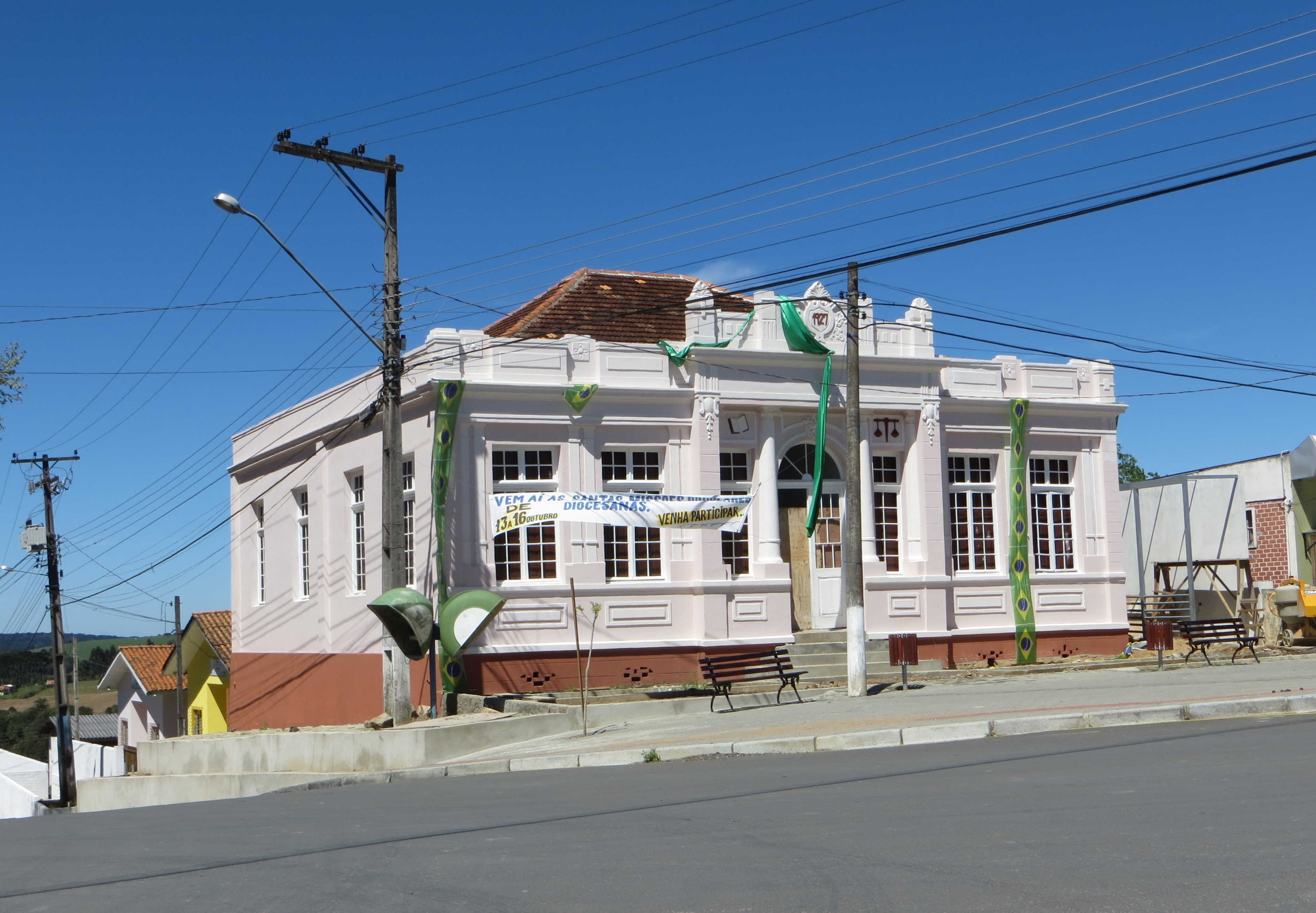
Antiga Prefeitura Municipal, construída em 1927.

Foi com a nova denominação que, no dia 16 de março de 1871, através da Lei Provincial do Paraná n.º 254, São João do Triunfo foi promovido à condição de Freguesia. Através da Lei Estadual do Paraná n.º 13, de 8 de janeiro de 1890, já em plena República Velha, foi fundado o município de São João do Triunfo, com território emancipado de Palmeira. Foi implantado oficialmente no dia 15 de fevereiro de 1890, com o empossamento do intendente e os vereadores.
O território de São João do Triunfo possui o distrito de Palmira, que acolheu imigrantes poloneses nos primeiros anos do século XX, por meio das colônias Rio dos Patos e Brumado. Palmira se tornou município no dia 10 de abril de 1909, por meio da Lei Estadual n.º 874, e em 1920 tinha uma população de 2 423 habitantes. Depois, o município de Palmira foi dissolvido e incorporado ao de São João do Triunfo.
Através da Lei Estadual do Paraná n.º 93, de 14 de setembro de 1948, o município foi elevado à condição de sede de Comarca, sendo que sua implantação ocorreu no dia 25 de janeiro de 1949.

## Geografia

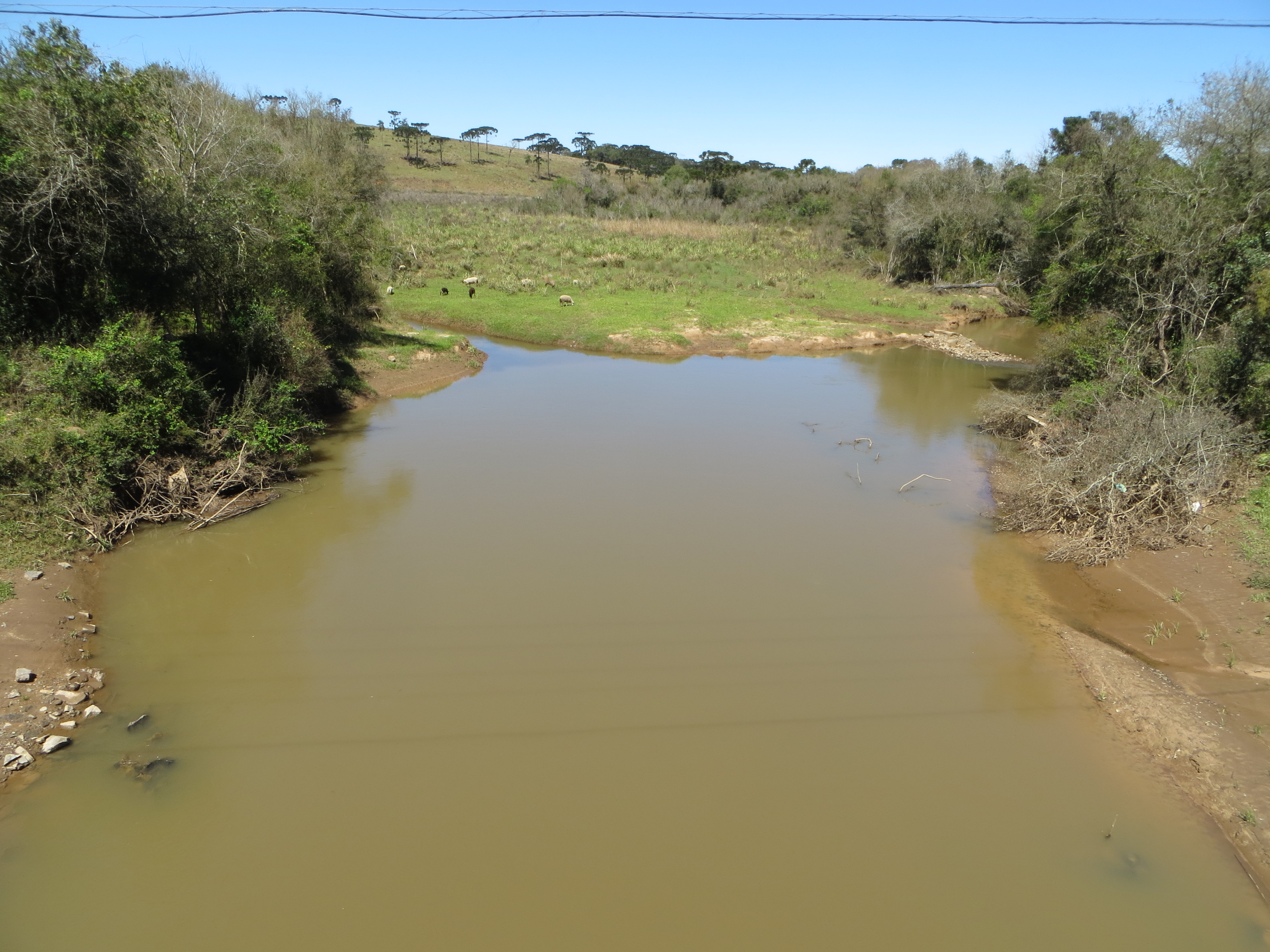
O rio da Vargem, afluente do Iguaçu, corta todo o município de norte a sul.

A área do município, segundo o Instituto Brasileiro de Geografia e Estatística, é de 720,407 km², sendo que 0,368 2 km² constituem o perímetro urbano. Situa-se a 25° 40′ 58″ de latitude sul e 50° 17′ 49″ de longitude oeste e está a uma distância de 106 quilômetros a sudoeste da capital paranaense. Seus municípios limítrofes são: Palmeira (N); São Mateus do Sul e Antônio Olinto (S); Lapa (L); e Rebouças e Fernandes Pinheiro (O).
Conforme a divisão regional vigente desde 2017, instituída pelo IBGE, o município pertence às Regiões Geográficas Intermediária e Imediata de Ponta Grossa. Até então, com a vigência das divisões em microrregiões e mesorregiões, fazia parte da microrregião de São Mateus do Sul, a qual estava incluída na mesorregião do Sudeste Paranaense.
O município de São João do Triunfo faz parte do segundo planalto paranaense, também conhecido como de Ponta Grossa, onde o relevo é ondulado e a altitude média varia de 1200 a 300 metros acima do nível do mar. A altitude média da sede é de 840 metros, sendo uma das sedes com a maior elevação do estado, e a idade geológica do solo predominante pertence ao período Permiano.
A vegetação predominante é a Mata Atlântica, sendo que as reservas remanescentes do domínio florestal atlântico ocupavam 13 288 hectares em 2011, ou 18,4% da área total municipal. O principal curso hidrográfico que corta o território municipal é o rio da Vargem.
O clima triunfense é caracterizado, segundo o IBGE, como subtropical mesotérmico brando superúmido (tipo Cfb segundo Köppen), tendo chuvas bem distribuídas durante o ano e temperatura média anual de 17,4 °C, com invernos amenos e verões quentes. Janeiro, o mês mais quente, tem temperatura média de 21,5 °C, sendo a máxima de 27,3 °C e a mínima de 15,8 °C. E o mês mais frio, julho, de 12,8 °C, sendo 19,2 °C e 6,5 °C ambas as médias, respectivamente. Outono e primavera são estações de transição.
A precipitação média anual é de 1 451,0 mm, sendo julho o mês mais seco, quando ocorrem 72,0 mm. Em fevereiro, o mês mais chuvoso, a média fica em 185,0 mm. Nos últimos anos, entretanto, durante o inverno, os dias quentes e secos têm sido cada vez mais frequentes, não raro ultrapassando a marca dos 30 °C, especialmente entre julho e setembro. Geadas são comuns no inverno e entre os dias 22 e 23 de julho de 2013 houve registro de chuva congelada na cidade.
| Dados climatológicos para São João do Triunfo | Dados climatológicos para São João do Triunfo | Dados climatológicos para São João do Triunfo | Dados climatológicos para São João do Triunfo | Dados climatológicos para São João do Triunfo | Dados climatológicos para São João do Triunfo | Dados climatológicos para São João do Triunfo | Dados climatológicos para São João do Triunfo | Dados climatológicos para São João do Triunfo | Dados climatológicos para São João do Triunfo | Dados climatológicos para São João do Triunfo | Dados climatológicos para São João do Triunfo | Dados climatológicos para São João do Triunfo | Dados climatológicos para São João do Triunfo |
| Mês                                           | Jan                                           | Fev                                           | Mar                                           | Abr                                           | Mai                                           | Jun                                           | Jul                                           | Ago                                           | Set                                           | Out                                           | Nov                                           | Dez                                           | Ano                                           |
| --------------------------------------------- | --------------------------------------------- | --------------------------------------------- | --------------------------------------------- | --------------------------------------------- | --------------------------------------------- | --------------------------------------------- | --------------------------------------------- | --------------------------------------------- | --------------------------------------------- | --------------------------------------------- | --------------------------------------------- | --------------------------------------------- | --------------------------------------------- |
| Temperatura máxima média (°C)                 | 27,3                                          | 27,0                                          | 25,8                                          | 23,2                                          | 20,3                                          | 18,9                                          | 19,2                                          | 21,1                                          | 21,9                                          | 23,5                                          | 25,5                                          | 26,8                                          | 21,5                                          |
| Temperatura mínima média (°C)                 | 15,8                                          | 16,0                                          | 14,6                                          | 11,8                                          | 8,5                                           | 7,1                                           | 6,5                                           | 7,7                                           | 10,0                                          | 11,8                                          | 13,1                                          | 14,6                                          | 12,8                                          |
| Precipitação (mm)                             | 164,0                                         | 185,0                                         | 120,0                                         | 96,0                                          | 85,0                                          | 123,0                                         | 72,0                                          | 84,0                                          | 125,0                                         | 146,0                                         | 105,0                                         | 146,0                                         | 1 451,0                                       |
| Fonte: Climate-Data.org                       |                                               |                                               |                                               |                                               |                                               |                                               |                                               |                                               |                                               |                                               |                                               |                                               |                                               |

## Demografia
Em 2010, a população do município foi contada pelo Instituto Brasileiro de Geografia e Estatística (IBGE) em 13 704 habitantes. Segundo o censo daquele ano, 7 208 habitantes eram homens e 6 496 pessoas mulheres. Ainda segundo o mesmo censo, 4 048 moradores viviam na zona urbana e 6 496 na rural. Da população total naquele ano, 1 215 habitantes (8,86%) tinham menos de 15 anos, 2 894 moradores (20,11) tinham de 15 a 64 anos e 344 pessoas (2.5%) possuíam mais de 65, sendo que a esperança de vida ao nascer era de 73,1 e a taxa de fecundidade por mulher era de 2,1.
Em 2010, a população era composta por 10 790 brancos (78,74%), 244 negros (1,78%), 69 amarelos (0,50%), 2 597 pardos (18,95%) e 4 indígenas (0,03%). Considerando-se a região de nascimento, 16 eram nascidos no Sudeste (0,12%), 6 no Norte (0,04%), 5 no Nordeste (0,04%) e 13 620 no Sul (99,39%). 13 438 habitantes eram naturais do Paraná (98,06%) e, desse total, 11 877 eram nascidos em São João do Triunfo (86,67%). Entre os 266 naturais de outras unidades da federação, SC era o estado com maior presença, com 112 pessoas (0,82%), seguido pelo RS, com 70 residentes (0,51%), e por MG, com 11 habitantes que residiam no município (0,08%).

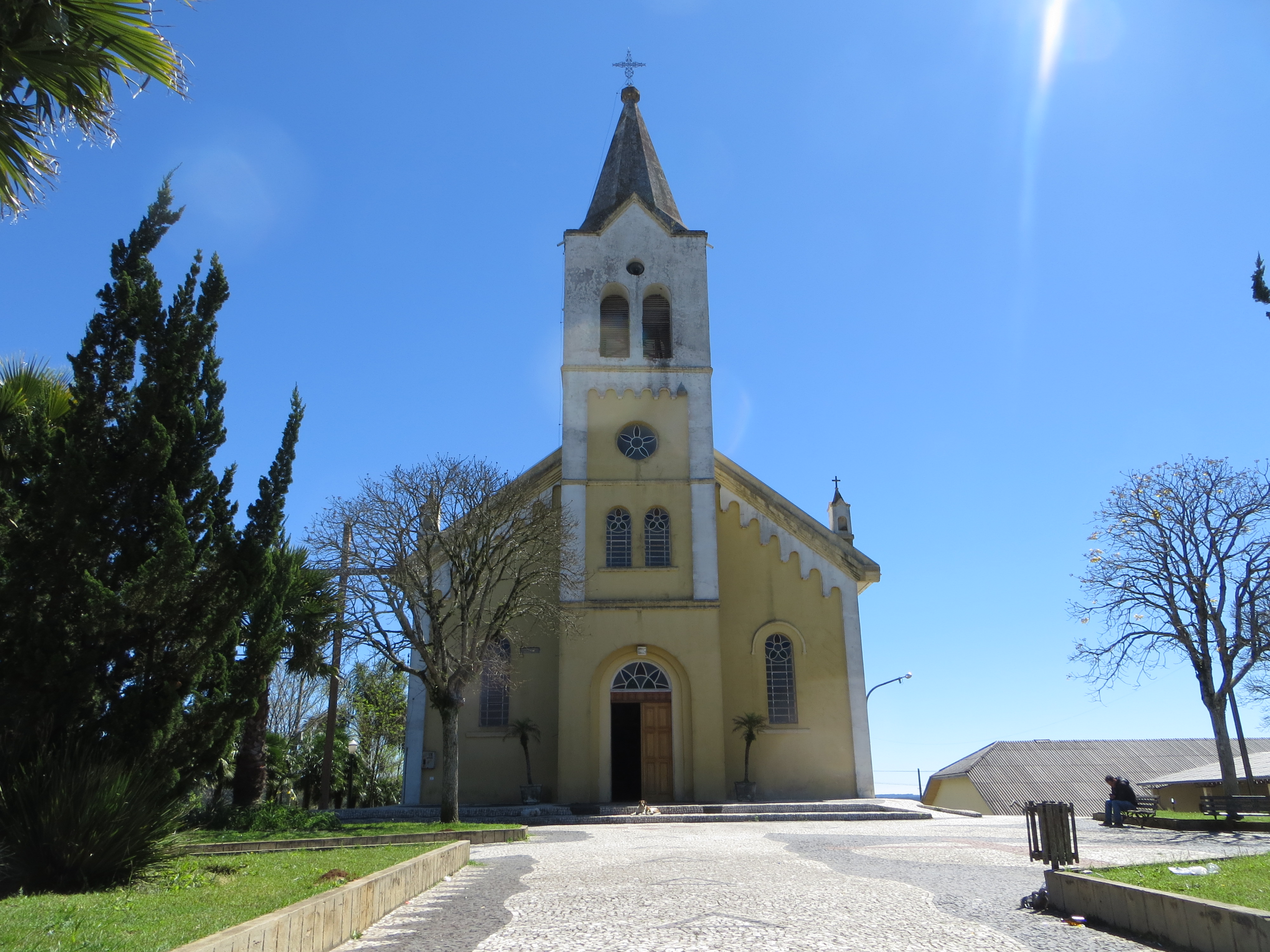
Paróquia São João Batista, na praça da Igreja Matriz

O Índice de Desenvolvimento Humano Municipal (IDH-M) de São João do Triunfo é considerado médio pelo PNUD, sendo que seu valor é de 0,629 (o 3501.º maior do Brasil e o 15º menor do Paraná). Considerando-se apenas o índice de educação o valor é de 0,475, o do de longevidade é de 0,801 e o de renda é de 0,655. De 2000 a 2010, a proporção de pessoas com renda domiciliar per capita de até meio salário mínimo reduziu em 20,5% e em 2010, 79,5% da população vivia acima da linha de pobreza, 11,7% encontrava-se nessa posição e 8,8% estava abaixo. O coeficiente de Gini, era de 0,500, sendo que 0,41 é o pior número e 0,36 é o melhor. A participação dos 20% da população mais rica da cidade no rendimento total municipal era de 52,6%, ou seja, 15,3 vezes superiores à dos 20% mais pobres, que era de 3,4%.
De acordo com dados do censo de 2010 realizado pelo IBGE, a população municipal está composta por: 11 917 católicos (86,96%), 1 473 evangélicos (10,75%) e 198 pessoas sem religião (1,44%). Segundo divisão da Igreja Católica, a cidade sedia a Paróquia São João Batista, subordinada à Diocese de União da Vitória.

## Política e administração
A administração municipal se dá pelos poderes Executivo e Legislativo. O representante do poder executivo de São João do Triunfo eleito nas eleições municipais em 2024 foi Mário Cezar da Silva, do Partido dos Trabalhadores, que conquistou um total de 5 621 votos (60,63% dos eleitores), tendo Cristian Borges como vice-prefeito.
O poder legislativo, no que lhe concerne, é constituído pela câmara, composta por 9 vereadores eleitos para mandatos de quatro anos (em observância ao disposto no artigo 29 da Constituição) e está formada por duas cadeiras do Republicanos, duas do Progressistas, duas do Partido Verde, uma cadeira do Partido dos Trabalhadores, uma do Partido Social Democrático, uma do Solidariedade e uma do Partido Liberal. Cabe à casa elaborar e votar leis fundamentais à administração e ao executivo, especialmente o orçamento participativo (Lei de Diretrizes Orçamentárias).
Haviam 11 082 eleitores em abril de 2016, representando 0,142% do total do estado. O município de São João do Triunfo é regido por lei orgânica e é a única municipalidade jurisdicionada pela Comarca homônima, de entrância inicial, da qual é a sua sede. Encontra-se subdividido em dois distritos, sendo eles a sede e Palmira.

## Subdivisões
Quando emancipada em 1890, São João do Triunfo era formada por vários arraiais. O primeiro a se desmembrar e tornar-se, mais tarde, um município, foi São Mateus do Sul. Outras cidades, como Porto Amazonas, também faziam parte do território. Depois que São João do Triunfo foi elevada a município, Rio Azul e Rebouças também se desmembraram. Em 10 de abril de 1909 foi criado o distrito de Palmira e, na divisão territorial de 1 de julho de 1960 que ainda vigora, São João do Triunfo conta com dois distritos, sendo o distrito-sede e Palmira.
A zona urbana do município conta apenas com o Centro, não havendo outros bairros. A zona rural é dividida em vários sítios, povoados e comunidades, todos assim listados, a saber: Avencal, Santana, Faxinal dos Fabrícios, Faxinal Cachoeira, Mangueirinha, Bituva dos Machados, Cachoeira, Vitorinópolis, Rio Baio Terceiro, Pinhalzinho, Papuã, Faxinal do Louro, Serrinha, Morro Grande, Boa Vista, Bolo Grande, Taquaruçu, Solidão, Lajinha, Guaiaca, Colônia Bromado, Coxilhão de Santa Rosa, Coxilhão do Meio, Coxilhão das Ameixeiras, Faxinal dos Pereiras, Faxinal dos Rodrigues, Ponte Nova, Mato Queimado, Floresta São Paulo, Porto Feliz, Meia Lua, Barra Bonita, Água Branca, Poços, Salto,  Monte Alegre, Fundão, Rodeio, Ladeira, Jacu e Colônia Lagoa.

## Economia
No Produto Interno Bruto (PIB) de São João do Triunfo, destacam-se a agropecuária e o setor de prestação de serviços. De acordo com dados do IBGE, relativos a 2016, o PIB do município era de 456 012,56 mil reais. 13 107,66 mil eram de impostos sobre produtos líquidos de subsídios a preços correntes e o PIB per capita era de 30 780,46 reais. Em 2010, 70,72% da população maior de 18 anos era economicamente ativa, enquanto a taxa de desocupação era de 2,61%.
Salários, incluindo outras remunerações, somavam 13 095 mil reais e o salário médio mensal de todo o município era de 2,0 mínimos. Havia 209 unidades locais e 206 empresas atuantes. Segundo o IBGE, 16,31% das residências sobreviviam com menos de um salário mínimo mensal por morador (667 domicílios), 18,9% viviam entre um e três salários mínimos para cada pessoa (767), 1,71% recebiam entre três e cinco (70), 0,83% tinham rendimento acima de cinco por mês (34) e 2,74% não possuíam (112).
Setor primário
| Produto | Área colhida (hectares) | Produção (tonelada) |
| ------- | ----------------------- | ------------------- |
| Fumo    | 7 200                   | 18 000              |
| Soja    | 5 500                   | 15 950              |
| Milho   | 1 200                   | 9 000               |

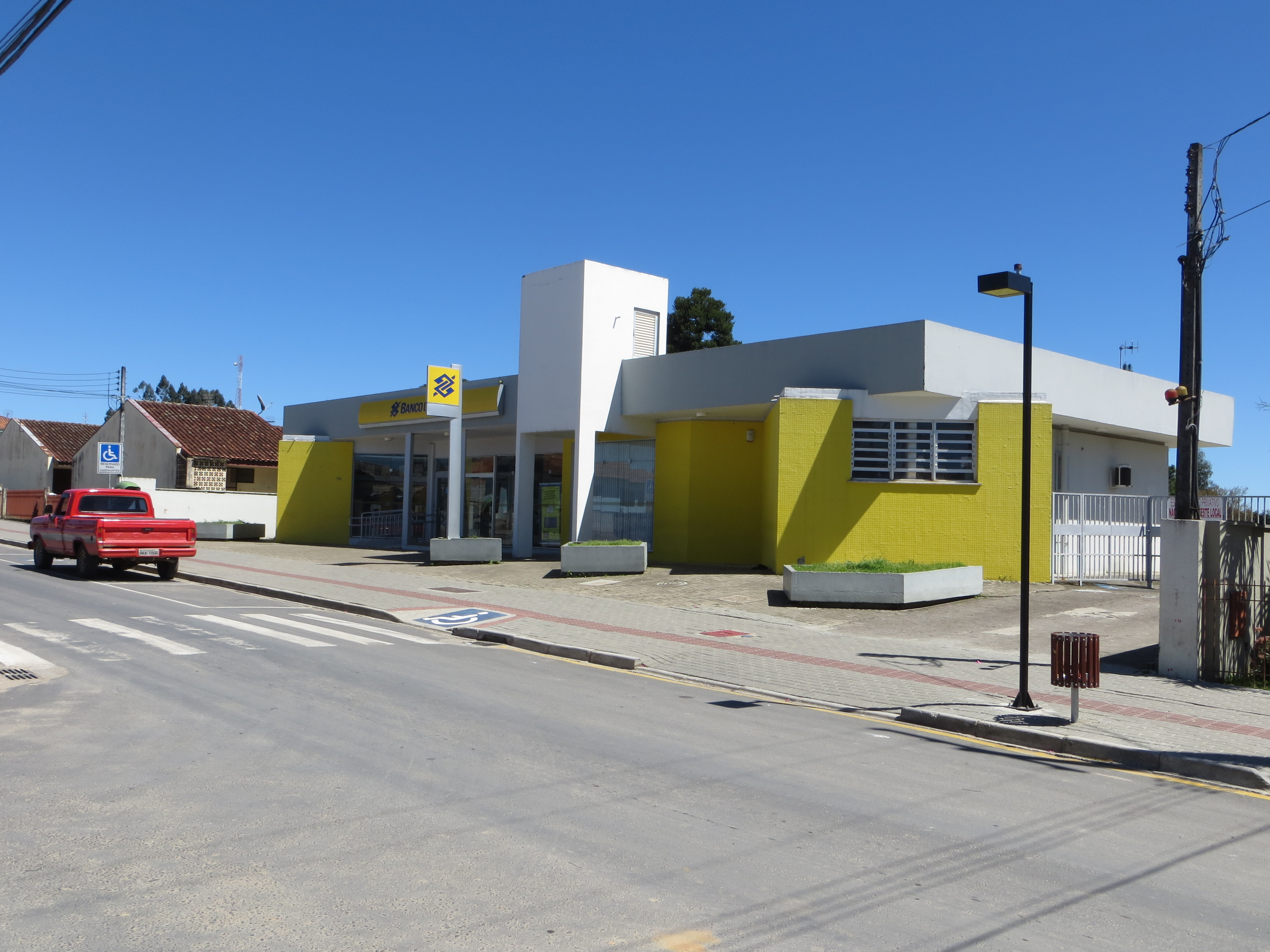
Agência do Banco do Brasil.

Em 2016, de todo o PIB da cidade, 287 390,52 mil reais era o valor adicionado bruto da agropecuária, enquanto, em 2010, 70,72% da população economicamente ativa do município estava ocupada no setor. Segundo o IBGE, em 2013, o município contava com 4 286 bovinos, 398 bubalinos, 180 caprinos, 2 800 equinos, 650 ovinos, 11 000 galinhas e 21 000 galináceos. Seiscentas e dez vacas foram ordenhadas, das quais foram produzidos 310 mil litros de leite. Também foram produzidos 21 000 quilos de mel de abelha.
Na lavoura temporária são produzidos principalmente o fumo (18 000 toneladas produzidas e 7 200 hectares cultivados), a soja (15 950 toneladas produzidas e 5 500 hectares plantados) e o milho (9 000 toneladas produzidas e 2 600 hectares cultivados), além do alho, arroz, aveia, batata-inglesa, cebola, centeio, feijão, mandioca, trigo e triticale. Já na lavoura permanente se destacam a erva-mate (900 toneladas produzidas e 330 hectares colhidos) e a uva (126 toneladas produzidas e 14 hectares colhidos).
Setores secundário e terciário
A produção industrial rendia 19 851,32 mil reais ao PIB do município em 2016, resumida principalmente à indústria de transformação, com presença em pequena escala de estabelecimentos de produtos minerais não metálicos, madeira e do mobiliário, química e alimentícios. Conforme o IBGE, em 2014 foram extraídos 7 500 m³ de madeira em lenha e, segundo estatísticas do ano de 2010, 2,89% dos trabalhadores de São João do Triunfo estavam ocupados na indústria de transformação.
Em 2010, 3,18% da população ocupada estava empregada no setor de construção, 0,29% nos setores de utilidade pública, 7,63% no comércio e 16,52% no setor de serviços e em 2016, 75 748,97 mil reais do PIB municipal eram do valor adicionado bruto do setor de serviços e 59 914,09 mil reais do valor adicionado da administração pública.

## Infraestrutura

### Habitação, segurança pública, serviços e comunicações
São João do Triunfo contava, em 2010, com 4 090 domicílios, dos quais 4 067 eram casas e 23 eram apartamentos. Do total de domicílios, 3 585 eram próprios, sendo 3 546 já quitados e 39 em aquisição, 200 eram alugados; 295 imóveis foram cedidos, sendo 152 por empregador e 143 de outra maneira; e dez foram ocupados de outra forma. O serviço de abastecimento de energia elétrica é feito pela COPEL, sendo que em 2010, segundo o IBGE, 4 001 domicílios possuíam acesso à rede.

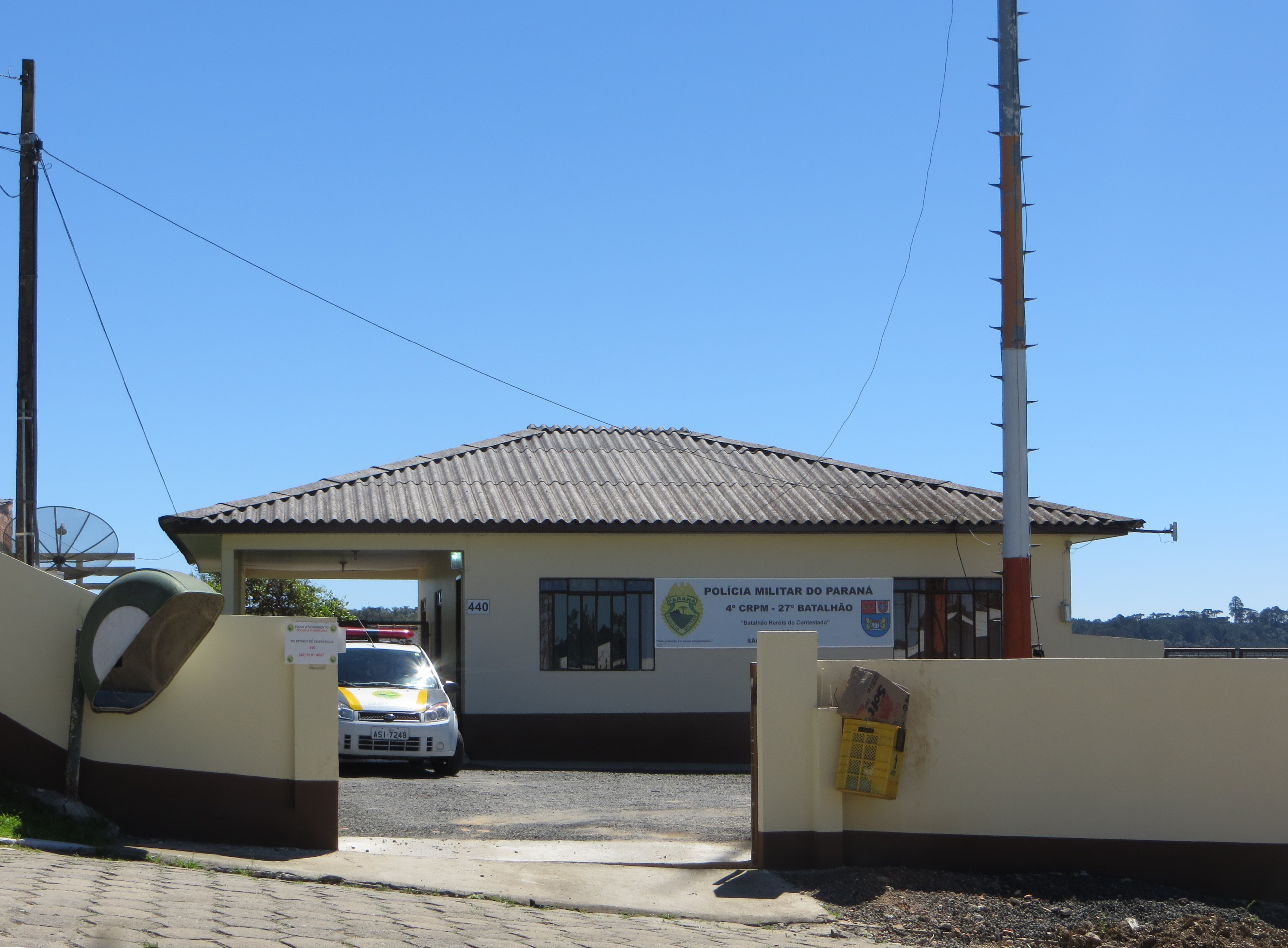
Destacamento da polícia militar.

Em 2011, foi registrada uma taxa de 3 homicídios para cada 100 mil habitantes, sendo o 195.º maior índice do estado e o 2620.º do Brasil. O índice de acidentes de trânsito neste mesmo ano foi de duas ocorrências para cada 100 mil residentes. Em relação à ocorrência de suicídios, a taxa foi de 2,3 ocorrências a cada 100 mil habitantes, sendo a 162.ª maior do estado e a 2074.ª do Brasil. Por força da Constituição Federal do Brasil, São João do Triunfo possui também uma Guarda Municipal, responsável pela proteção dos bens, serviços e instalações públicas do município. O 2.º Pelotão da PMPR em São João do Triunfo é a sede da polícia militar do município, jurisdicionado pelo 27.º BPM, sediado em União da Vitória, do 4.º CRPM, em Ponta Grossa.
O fornecimento de água e a coleta de esgoto da cidade são feitos pela Companhia de Saneamento do Paraná e em 2008, havia 2 149 unidades consumidoras e eram distribuídos em média 746 m³ de tratada por dia. Segundo o IBGE, em 2010, 2 214 domicílios eram atendidos pela rede geral de abastecimento e 3 313 possuíam banheiros para uso exclusivo das residências. O código de área (DDD) de São João do Triunfo é 042 e o CEP vai de 84150–000 a 84150–000.

### Saúde, educação e transportes

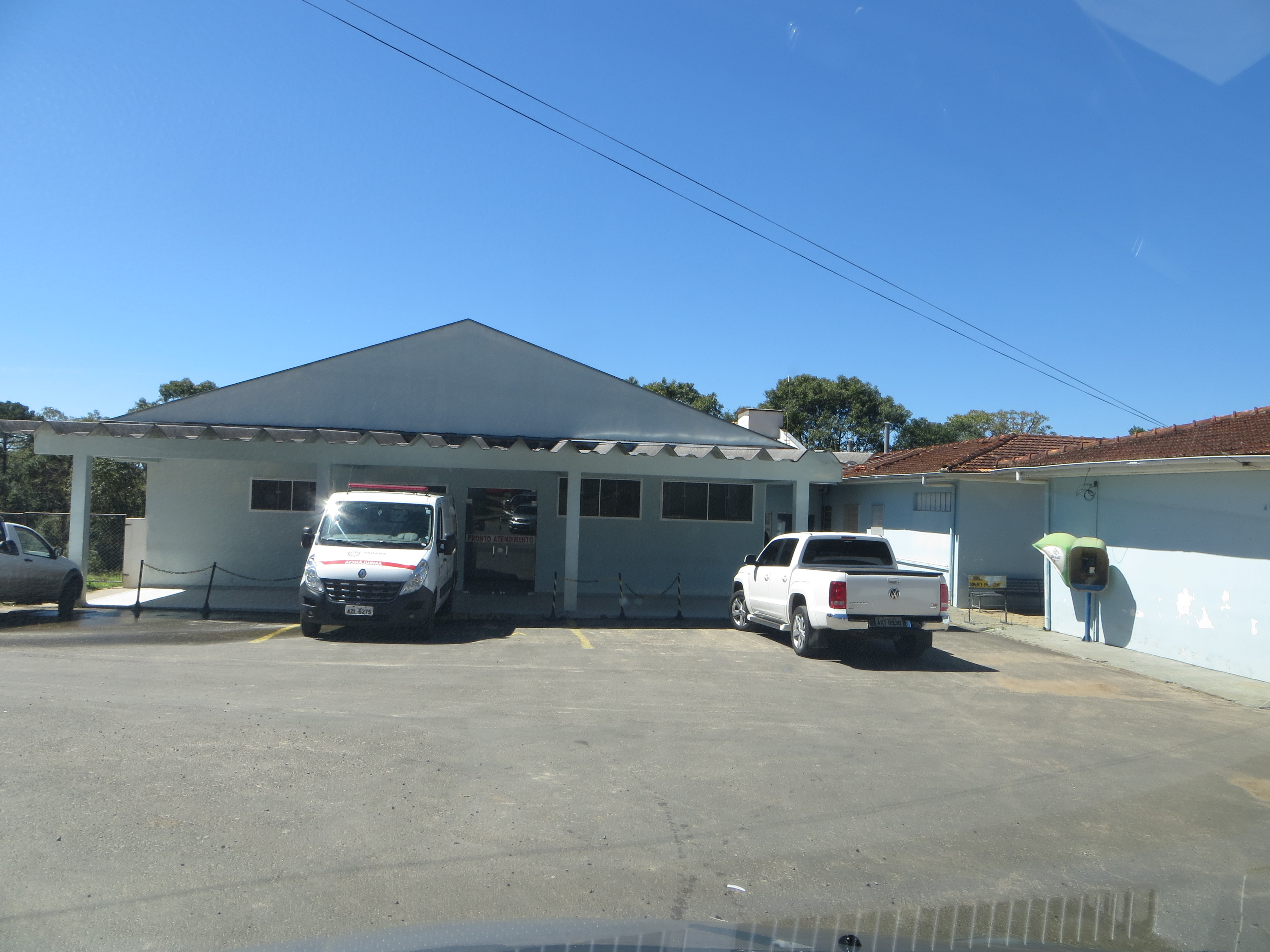
Hospital e Maternidade Imaculada Conceição.

O município possuía, em 2009, onze estabelecimentos de saúde, sendo um deles privado e dez públicos municipais, entre hospitais, pronto-socorros, postos e serviços odontológicos. Neles havia 26 leitos para internação. Em 2014, 99% das crianças menores de 1 ano estavam com a carteira de vacinação em dia. Em 2013, foram registrados 159 nascidos vivos, em simultâneo, que o índice de mortalidade infantil foi de nenhum óbito de crianças menores de cinco anos a cada mil. No ano de 2010, 4,31% das mulheres de 10 a 17 anos tiveram filhos, sendo 12,22% delas entre 10 e 14 anos e a taxa de atividade nesta faixa etária de 12,22%. 83,0% das crianças menores de 2 anos foram pesadas pelo Programa Saúde da Família em 2013, sendo que 1,2% delas estava desnutrida.

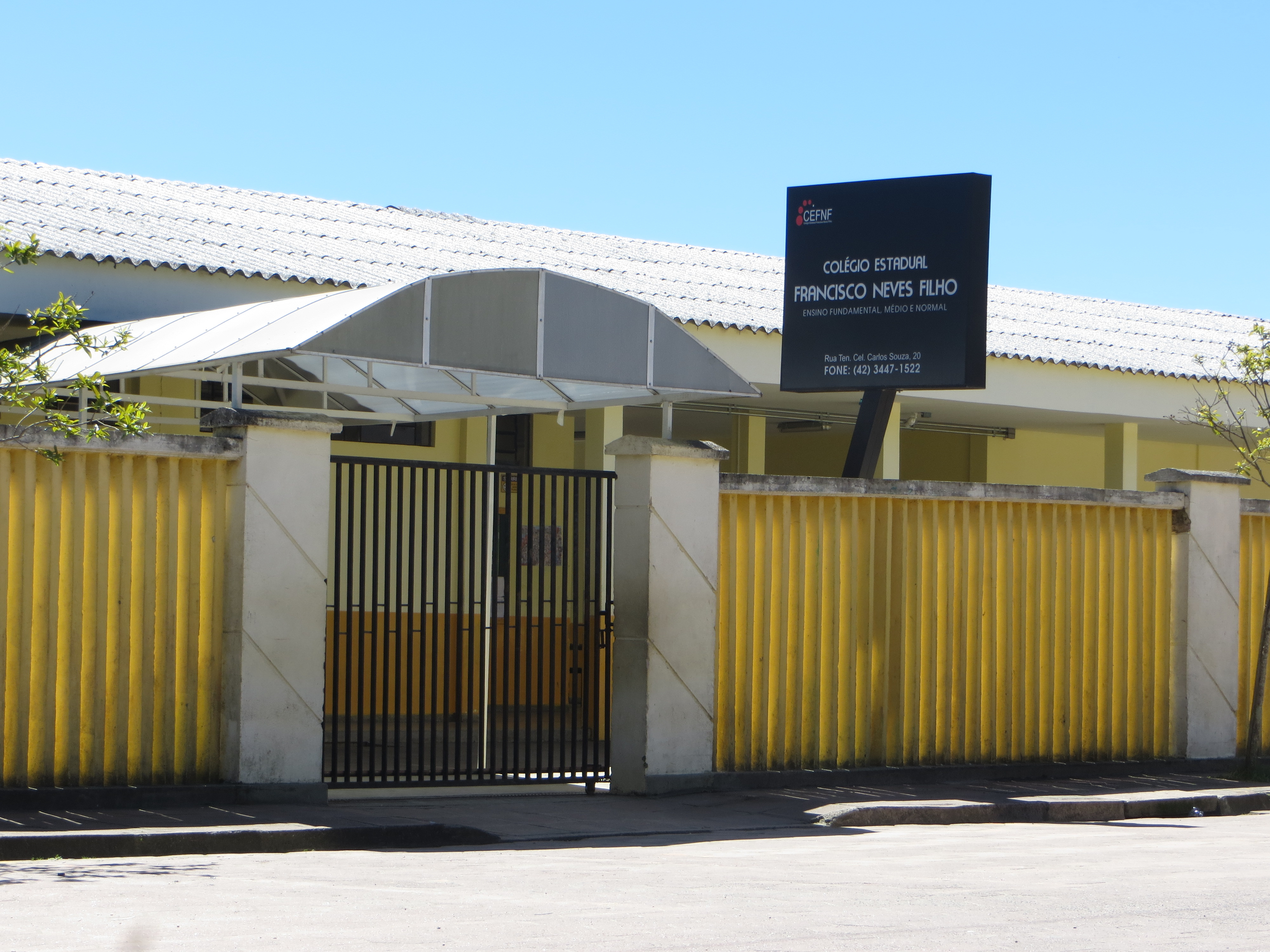
C.E. Francisco Neves Filho.

Na área da educação, o IDEB médio entre as escolas do governo era, no ano de 2013, de 4,4 (numa escala de avaliação que vai de nota 1 à 10), sendo que a obtida por alunos do 5.º ano (antiga 4.ª série) foi de 5,3 e do 9.º (ex-8.ª) foi de 4,4; o valor destas de todo o Brasil era de 4,0. No ano de 2010, 85,08% das crianças com faixa etária entre sete e quatorze anos não estavam cursando o ensino fundamental. A taxa de conclusão, entre jovens de 15 a 17 anos, era de 43,82% e o percentual de alfabetização de moços e adolescentes entre 18 e 24 anos era de 26,40%. A distorção idade-série entre alunos do fundamental, ou seja, com idade superior à recomendada, era de 10,1% para os anos iniciais e 33,2% nos anos finais e, no médio, a defasagem chegava a 32,1%. Dentre os habitantes de 18 anos ou mais, 29,14% completaram o ensino fundamental e 26,40% o ensino médio, sendo que a população tinha em média 9,88 anos esperados de estudo.
Em 2010, de acordo com dados da amostra do censo demográfico, da população total, 3 704 habitantes frequentavam creches e/ou escolas. Desse total, 44 frequentavam creches, 283 estavam no ensino pré-escolar, 106 na classe de alfabetização, 27 na de jovens e adultos, 2 395 no fundamental, 488 no médio, 93 na EJA do fundamental, 75 na EJA do médio, 25 na especialização de nível superior e 169 em cursos de graduação. 8 934 pessoas não frequentavam unidades escolares, sendo que 1 446 nunca haviam frequentado e 8 554 haviam feito de alguma vez. O município contava, em 2012, com 38 matrículas nas instituições de ensino da cidade, sendo que dentre as doze escolas que ofereciam ensino fundamental, quatro pertenciam à rede pública estadual, oito à municipal. Dentre as 47 instituições que forneciam o ensino médio, 47 pertenciam à rede pública estadual.
A frota municipal em 2015 era de 5 743 veículos, sendo 3 292 automóveis, 279 caminhões, 15 caminhões-tratores, 620 caminhonetes, 123 caminhonetas, 14 micro-ônibus, 1 171 motocicletas, 99 motonetas, 41 ônibus, 70 reboques, 65 semi-reboques e seis utilitários. O município é atendido pela PR-151, além da BR-277, partindo de Curitiba e passando por Campo Largo, Balsa Nova, São Luiz do Purunã, Colônia Witmarsum, Porto Amazonas e Palmeira (BR-277), para depois virar à esquerda na PR-151.
| Ensino pré-escolar | 143   | 7  | 3  |
| Ensino fundamental | 2 326 | 98 | 12 |
| Ensino médio       | 596   | 47 | 4  |

## Cultura

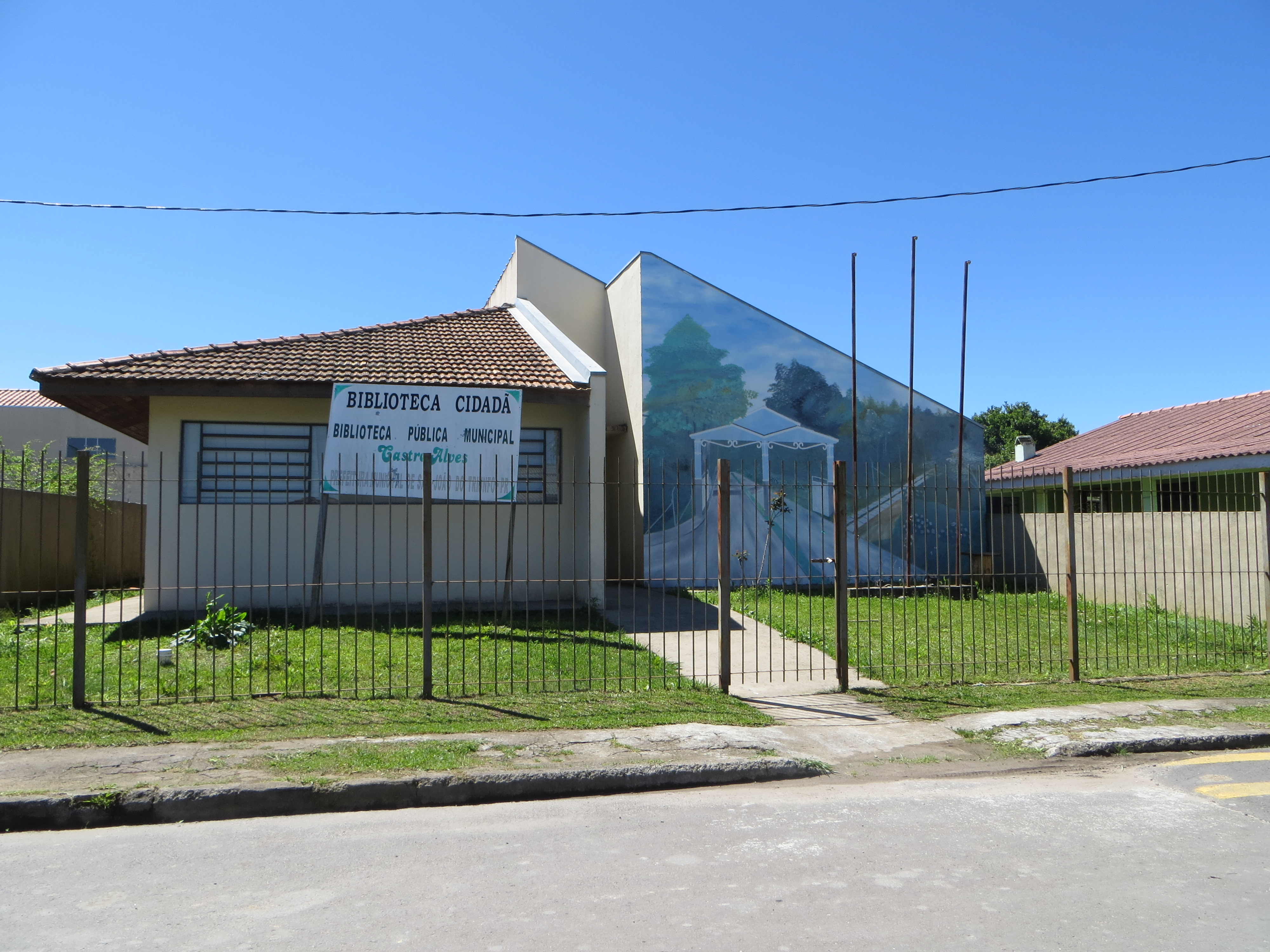
Biblioteca Cidadã Professora Lina dos Santos Oliveira

Para estimular o desenvolvimento socioeconômico local, a prefeitura de São João do Triunfo, juntamente às instituições locais ou não, passou a investir mais no segmento de festas e eventos. A Secretaria de Educação, Cultura e Turismo é o órgão do governo municipal que versa sobre o setor cultural do município, composto obrigatoriamente por representantes dos vários campos.
O único espaço cultural é a Biblioteca Cidadã Professora Lina dos Santos Oliveira. O único atrativo turístico, a Cachoeira Arco Íris situa-se em São João do Triunfo, na Comunidade Coxilhão Santa Rosa, perto da Torre da Telepar, depois da cidade de Palmeira. Seu dono é Paulo Domingos Bedim. Ela se abre ao visitante.

### Feriados
Em São João do Triunfo há dois feriados municipais e oito nacionais, além dos pontos facultativos. Os feriados municipais são: o dia da Festa de São João Batista, comemorada em 24 de junho, e o dia da emancipação política da cidade, em 15 de fevereiro. Conforme a Lei Federal do Brasil n.º 9093, aprovada em 12 de setembro de 1995, os municípios podem ter no máximo quatro feriados municipais no âmbito religioso, já incluída a Sexta-Feira Santa.

### Festividades
Em São João do Triunfo há famílias das localidades de Pinhalzinho, Canudos, Cachoeira, Fabrícios e Rio Baio que promovem a Dança de São Gonçalo. Durante a festa, realizam a dança em frente a um altar com várias imagens, entre elas a de São Gonçalo.

### Culinária
O prato típico do município de São João do Triunfo é a polenta com galinha caipira.